# Høylandet
Høylandet es un municipio y pueblo de la provincia de Trøndelag, en Noruega. La capital municipal es el propio pueblo de Høylandet. Otros pueblos en el municipio son Kongsmoen y Vassbotna.
A 1 de enero de 2015 tiene 1252 habitantes.
El topónimo es un compuesto de las palabras høy ("heno") y land ("tierra"). El municipio fue creado en 1901 al separarse de Grong. Sus límites fueron corregidos en 1964, cuando transfirió tierras a Overhalla y recibió tierras de Foldereid.
Se ubica sobre la carretera Fv17, unos 50 km al noreste de Namsos.